# Quedius molochinus
Quedius molochinus är en skalbaggsart som först beskrevs av Johann Ludwig Christian Gravenhorst 1806.  Quedius molochinus ingår i släktet Quedius, och familjen kortvingar. Arten är reproducerande i Sverige.